# Holzbrücke Ennetturgi
Die Holzbrücke Ennetturgi, auch Limmatbrücke Turgi und Aubrücke genannt, ist eine gedeckte Holzbrücke über die Limmat im Schweizer Kanton Aargau. Die historische Brücke liegt im unteren Limmattal auf dem Gebiet der Gemeinden Turgi (linke Flussseite) und Untersiggenthal (rechtes Ufer).

## Konstruktion
Die Spreng- und Hängewerkbrücke wurde 1921 als Strassenbrücke gebaut. Die vierjochige Holzbrücke wird von drei Pfeilern getragen. Die beiden mittleren Joche sind als doppelte Hängewerke von je 17,80 m Spannweite, die Seitlichen als einfache Hängewerke von je 11,20 m Spannweite ausgebildet. Ein dreiseitiger Erker mit Türmchen ist über dem mittleren Flusspfeiler flussaufwärts angebracht.  Über dem Südosteingang hängt ein auf Holz gemaltes Gemeindewappen von Turgi.
1990 erfolgte eine durchgreifende Sanierung unter anderem durch die Ersetzung der Holzpfähle unterhalb des Wasserspiegels durch Betonfundamente. 2014–2015 wurde das Bauwerk von der Gemeinde Turgi instand gesetzt.

## Geschichte
Zwecks besserem Zugang zur Baumwollspinnerei Bebié von Norden erstellten die Industriellen-Gebrüder Bebié 1845 eine gedeckte hölzerne Privatbrücke anstelle einer Fähre.  1919 war die Brücke so baufällig, dass der Regierungsrat sie sperrte. 1921 wurde die heutige Brücke gebaut. Verschiedene Balken der Bebié-Brücke wurden wiederverwendet.

## Erhaltenswertes Objekt
Das Bauwerk ist denkmalgeschützt.

## Nutzung
Die Brücke diente als Strassenbrücke (2. Klasse-Strasse als einspurige Verbindungsstrasse). Seit 1963 eine Stahljochbrücke 25 m flussabwärts den Fahrverkehr übernahm, dient sie nur noch Fussgängern und Velofahrern. Es besteht ein allgemeines Fahrverbot.
Der Industriekulturpfad Limmat–Wasserschloss führt über die Brücke.